# Haus Lemke
Das Haus Lemke (auch Landhaus Lemke oder Mies-van-der-Rohe-Haus) an der Oberseestraße 60 im Berliner Ortsteil Alt-Hohenschönhausen ist das letzte von Ludwig Mies van der Rohe entworfene Wohnhaus in Deutschland vor seiner Emigration 1938 in die USA. Es entstand 1933 unter dem Eindruck des Neuen Bauens mit dem Namen Haus Lemke, benannt nach seinem Bauherrn.

## Geschichte
Im Jahr 1932 kaufte das Fabrikantenehepaar Martha und Karl Lemke (Besitzer einer grafischen Kunstanstalt und Geschäftsführer einer Berliner Druckerei) an der Straße ein Doppelgrundstück (Nr. 58/60) mit Zugang zum Obersee. Auf Anraten eines Bekannten wandten sie sich an den renommierten Architekten, der den Bau ausführen sollte. Nach mehreren Planungen, die meist einen zweigeschossigen Bau vorsahen, begannen die Arbeiten im Sommer 1932. Die Kosten beliefen sich auf 16.000 Reichsmark (kaufkraftbereinigt in heutiger Währung: rund 87.000 Euro). Im Frühjahr 1933 konnten die Lemkes ihr Haus beziehen.
Der L-förmige, eingeschossige Bau ist mit seinen nur zwei Zimmern und 160 m² Grundfläche verhältnismäßig schlicht und bescheiden, entsprach aber damit den Ansprüchen des kinderlosen Ehepaars. Das Gebäude wurde nur auf einem Teil des Doppelgrundstücks(Nr. 60) gebaut, um für eventuell aufkommende schlechte Zeiten eine Finanzreserve zu besitzen und das Grundstück Nr. 58 wieder verkaufen zu können. Die Fassade besteht aus rotbunten kohlegebrannten Mauerziegeln, die das Flachdach des Hauses tragen. Auch das Inventar stammt zum Teil aus dem Atelier Mies van der Rohes oder wurde von seiner Partnerin Lilly Reich entworfen. Karl Foerster war für die Gartenplanung verantwortlich.
Das Ehepaar Lemke wohnte nur wenige Jahre in seinem Haus. Im Mai 1945, nach der Einnahme Alt-Hohenschönhausens durch die Rote Armee, wurde die Familie aufgefordert, das Haus schnellstmöglich zu verlassen. Die umliegende Gegend wurde zum Sperrgebiet erklärt und das Haus Lemke als Garage und Abstelllager benutzt. Später zogen hier und in die umliegenden Villen Mitarbeiter des Ministeriums für Staatssicherheit der DDR (MfS) ein. Diese Behörde erwarb das Haus im Jahr 1962 und nahm einige gravierende Änderungen an Haus und Garten vor. 1977 setzte es der Magistrat von Berlin auf die Bezirksdenkmalliste.
Da das Haus bis zu diesem Zeitpunkt sichtlich verfallen war, begannen in den 1980er Jahren die ersten Sanierungsarbeiten, allerdings ohne nennenswerten Erfolg, da die zur Verfügung gestellten Mittel unzureichend waren. Bis zur politischen Wende wurde das Haus als Wäscherei und Kantine für die Mitarbeiter des MfS genutzt. Der Garten wurde teilweise zubetoniert und als Parkplatz genutzt. 1990 übernahm der Bezirk Hohenschönhausen Grundstück und Haus vom MfS und vollzog die offizielle Umbenennung in Mies-van-der-Rohe-Haus (spätere Eigenschreibweise Mies van der Rohe Haus). Die nötige Sanierung folgte in den Jahren 2000–2002 und kostete 1,07 Millionen Euro. Seit 1994 steht im Garten des Hauses eine Skulptur der Berliner Künstlerin Ruth Baumann mit dem Titel Aufsicht um die Kante.
Das Mies-van-der-Rohe-Haus beherbergt eine kommunale Galerie des Bezirks Lichtenberg. Als Ausstellungspavillon für Moderne Kunst ist sie Anziehungspunkt für Liebhaber der Architektur Mies van der Rohes. Wita Noack, Buchautorin und Leiterin des Hauses, wurde für ihre Bemühungen um den Erhalt des Hauses 1996 mit dem Bundesverdienstkreuz ausgezeichnet.
Zur kulturellen und finanziellen Unterstützung der Leitung des Hauses gründete sich im Jahr 1999 ein Verein der Freunde und Förderer des Mies van der Rohe Hauses.

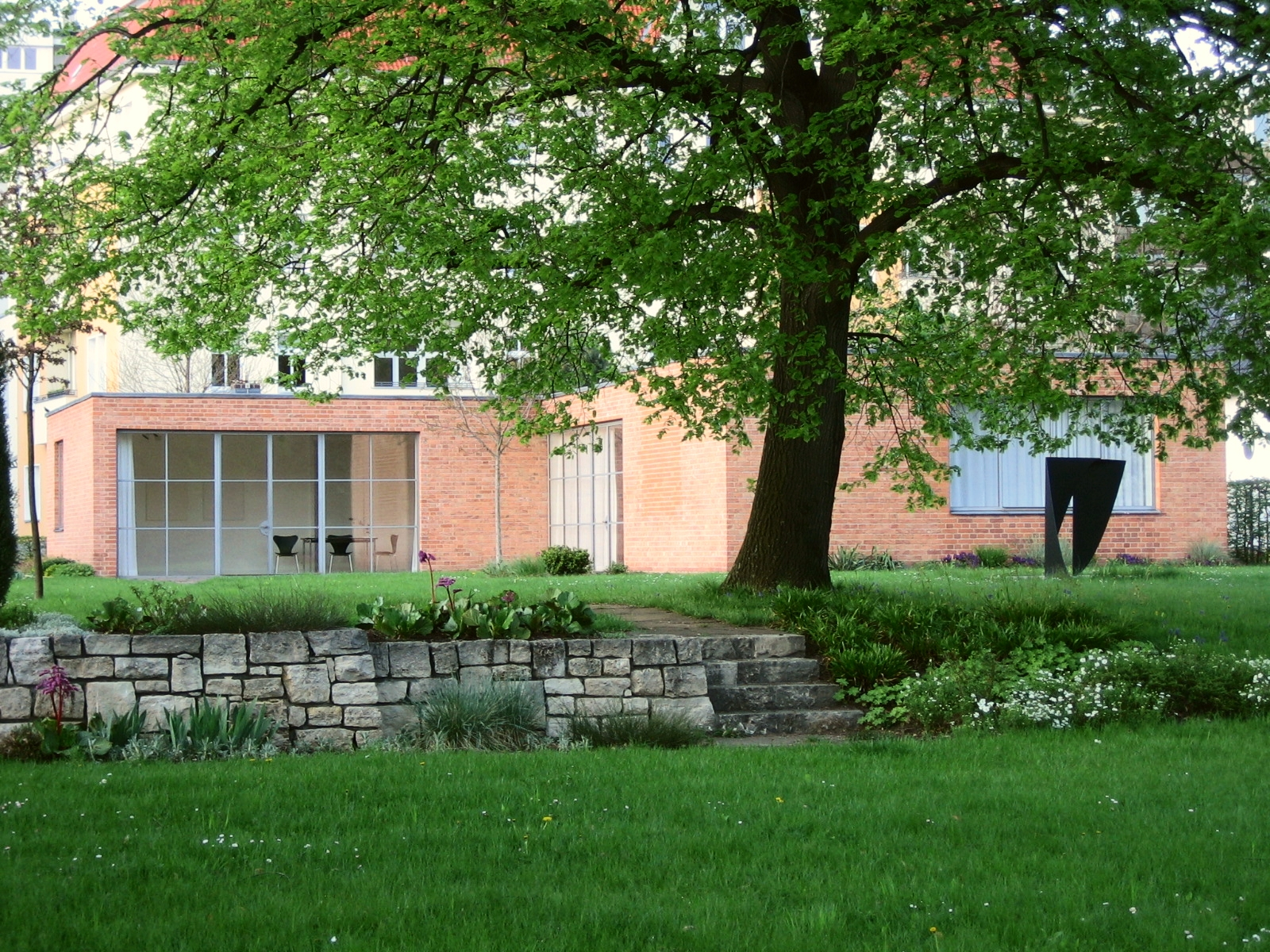
Ansicht von Süden
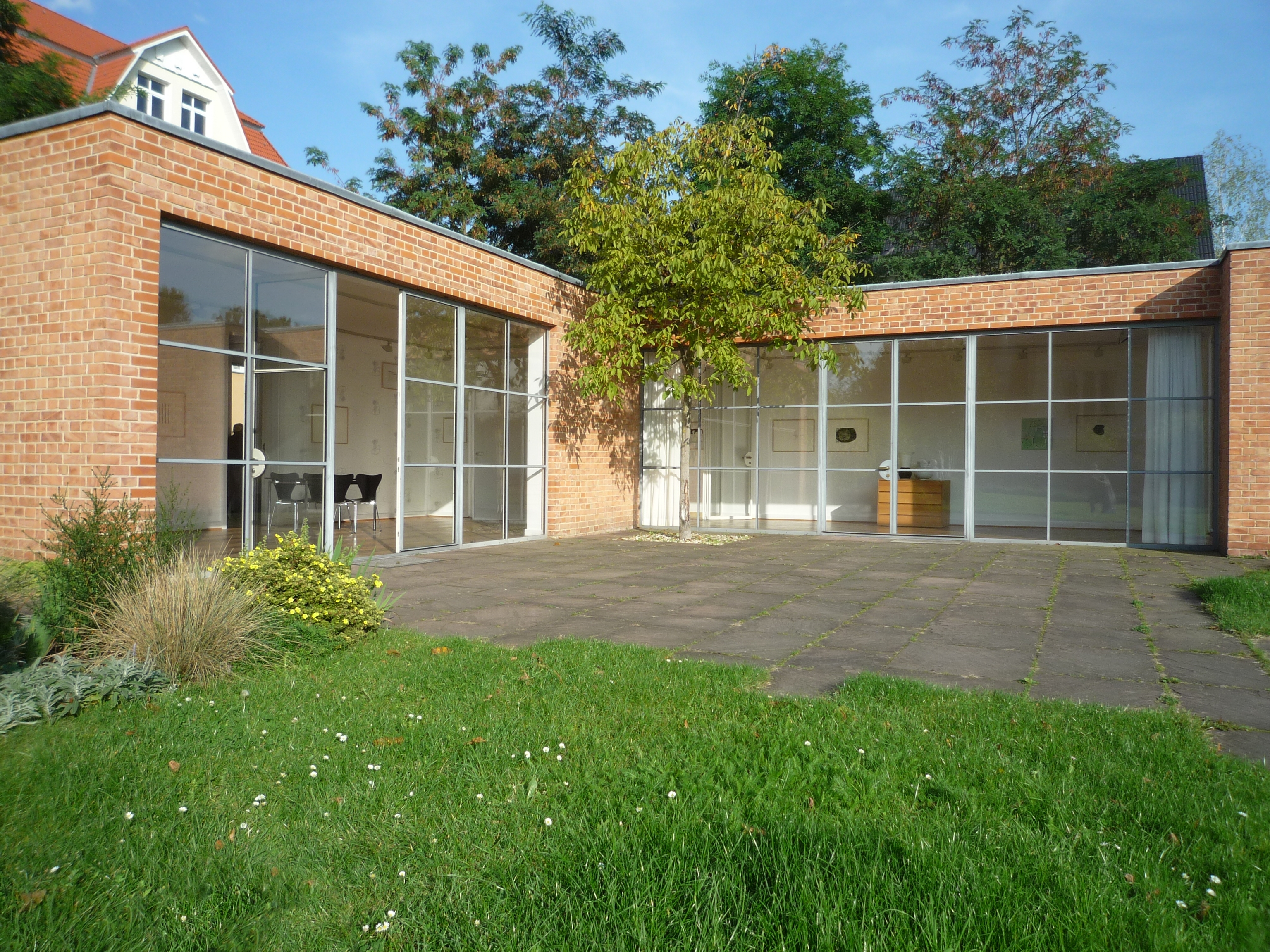
Blick von Südwesten
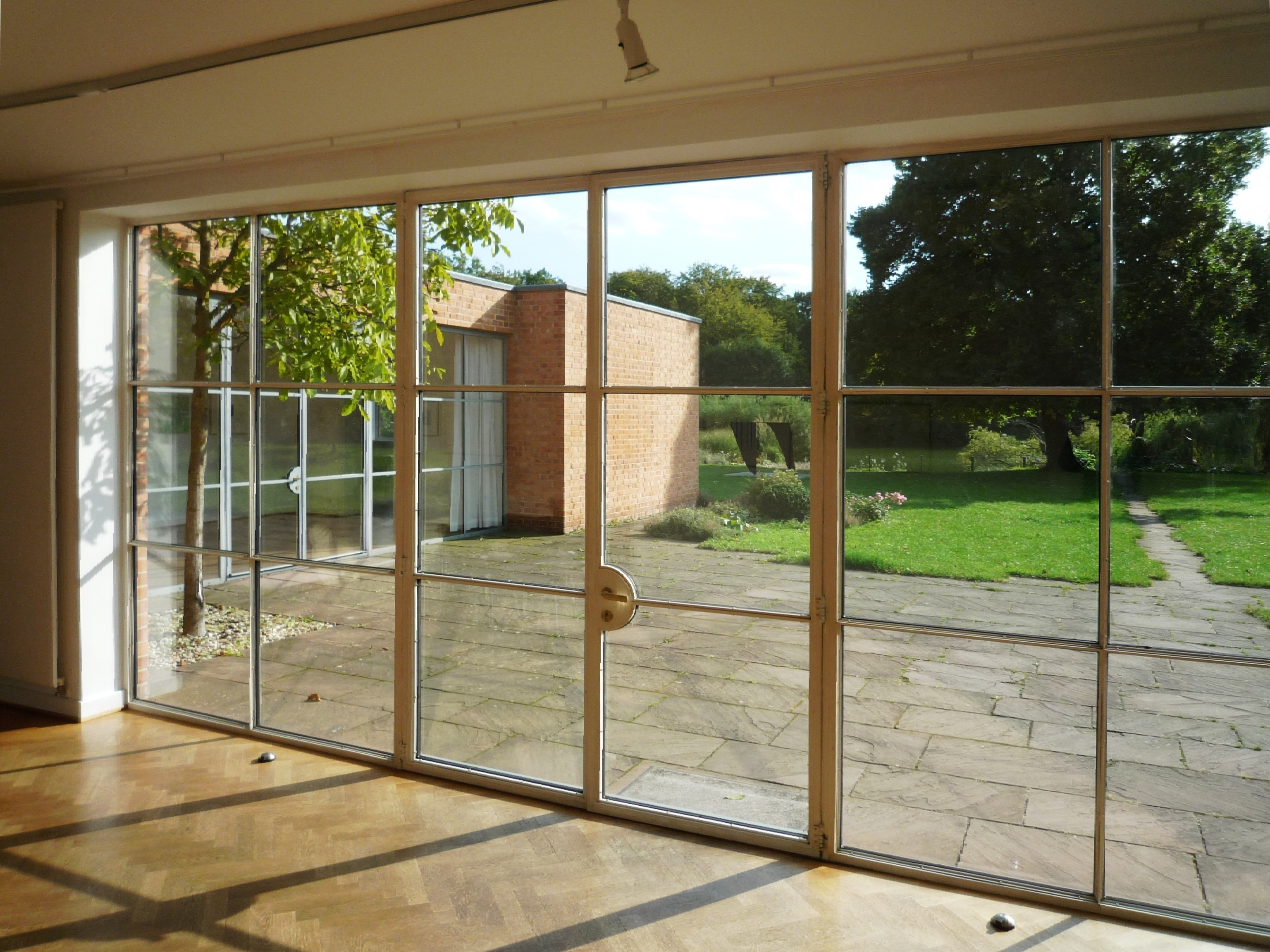
Innenraum (Ausblick nach Süden)
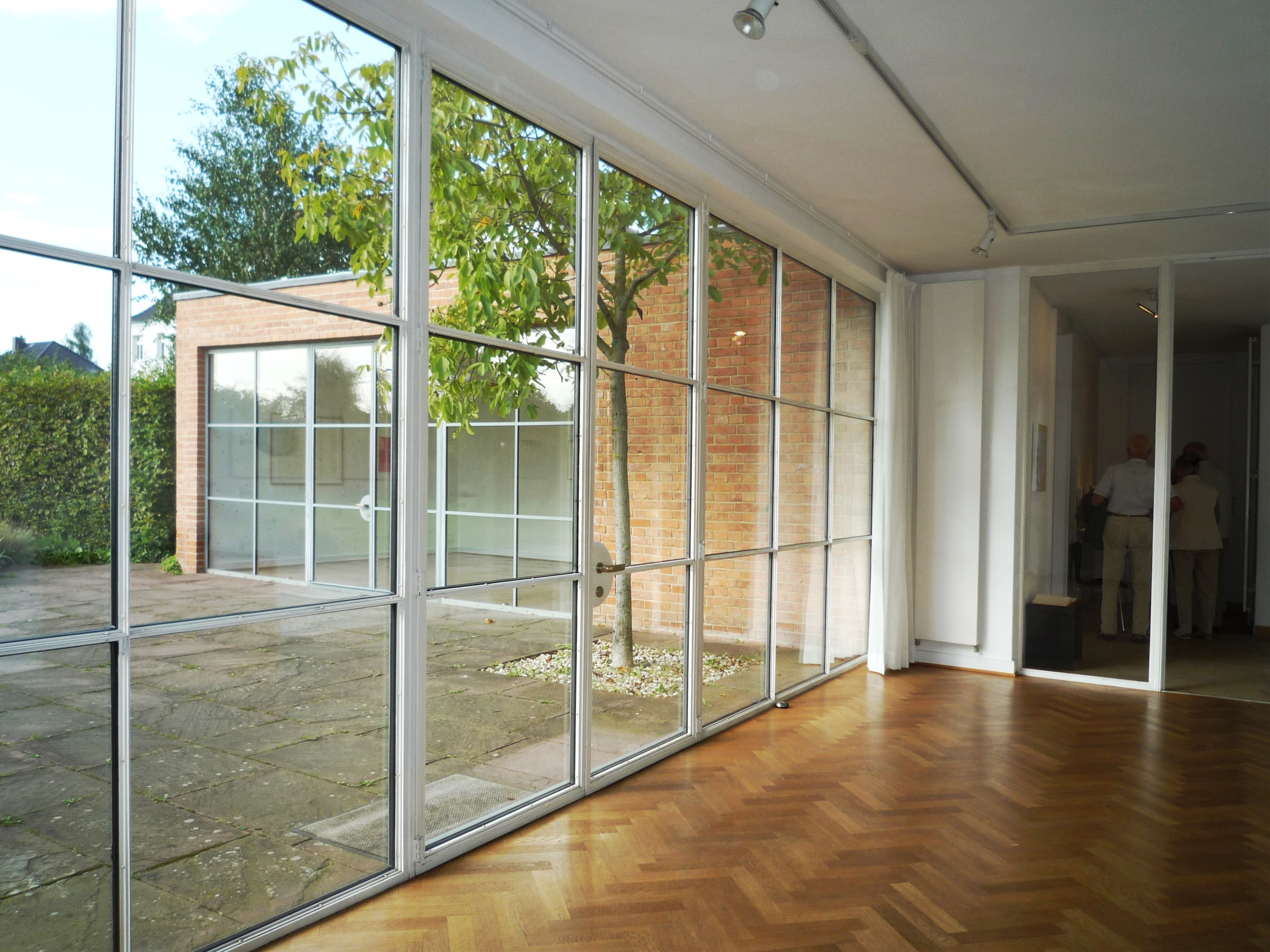
Ehemaliges Arbeitszimmer
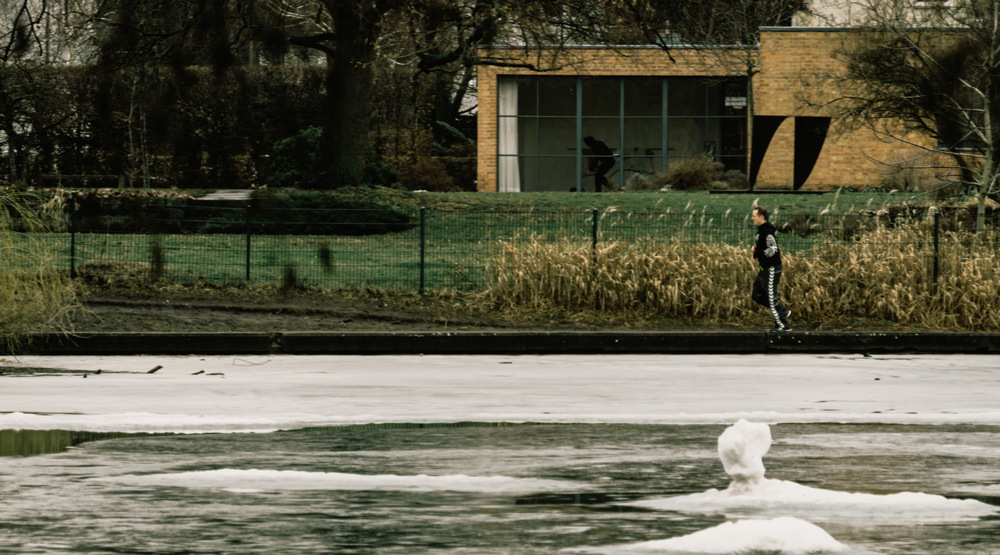
Blick von der anderen Seeseite

## Ausbau und Erweiterung
Der vorhandene Bau stößt mit seinem nur neun Quadratmeter großen Büro und der viel zu kleinen Besuchertoilette an die Grenzen seiner Belastbarkeit. Es gibt so gut wie keine Lagermöglichkeiten zur Ausstellungsvorbereitung. Jährlich kommen etwa 18.000 Besucher ins Haus. 
So fand Anfang 2016 nach einem längeren Diskussionsprozess ein studentischer Wettbewerb an der Hochschule für Technik in Stuttgart unter Leitung von Benedict Tonon, einem Berliner Architekten (Anhalter Steg, Marschallbrücke) und ehemaligen Vorsitzenden des Fördervereins, statt, aus dem ein Denkmodell im Stil der Avantgarde-Architektur hervorging. Es lehnt sich in seiner Bauform an den Bestandsbau an. Der Neubau sollte ebenfalls L-förmig, eingeschossig ausgelegt werden und nur eine unwesentlich größere Grundfläche haben. Tonon spiegelte den Altbau und verschob die beiden neuen Grundkörper zueinander, sodass ein hofartiges Ensemble entstand. Von der Straße aus gesehen sollte es eine torartige Eingangssituation mit zwei gleich großen Baukuben geben. Der Neubau sollte an zwei Stellen Lichtgauben zur besseren Belichtung erhalten und das neue Besucherzentrum, Büros und Lagermöglichkeiten enthalten. Die Baukosten waren mit rund zwei Millionen Euro veranschlagt.
Da der Garten aus Gründen des Denkmalschutzes nicht genutzt werden soll, war zuletzt ein Ankauf des Nachbarhauses geplant. Bis zum Jahr 2024 passierte aber nichts Sichtbares.